# Израэль, Вернер
Вернер Израэль (англ. Werner Israel; 4 октября 1931 — 18 мая 2022) — канадский физик, писатель, исследователь и профессор Университета Виктории. Награждён Орденом Канады, член Королевского общества Канады, член Лондонского королевского общества.
Родился в Берлине. В 1940 году был с братом переправлен из Германии в еврейский сиротский приют в Кейп-Тауне в Южной Африке. Получил степень бакалавра в Кейптауне. В 1951 году получил степень магистра, в 1954 году окончил Кейптаунский университет. В 1960 году он получил степень доктора философии в Тринити-колледже в Дублине.
В 1990 году Израиль вместе с Эриком Пуассоном впервые занялся изучением внутренних областей черных дыр и, следуя предложению Роджера Пенроуза, открыл феномен массовой инфляции (который не следует путать с инфляционной космологией).
Он являлся членом программы космологии канадского Института перспективных исследований. До своей отставки в 1996 году он был профессором кафедры физики в Университете Альберты. В 1996 году он был назначен адъюнкт-профессором физики и астрономии в Университете Виктории. Вместе со Стивеном Хокингом он был соредактором двух томов по гравитационной физике.
Скончался 18 мая 2022 года.

## Награды
- 1972: член Королевского общества Канады.
- 1974-75: награда «Sherman-Fairchild Distinguished Scholar», Калтех.
- 1981: медаль «За достижения в области физики» Канадской ассоциации физиков[англ.].
- 1983: научно-исследовательская премия Университета Альберты в области естественных и технических наук.
- 1984: мемориальная премия Изаака Уолтона Киллама[англ.].
- 1986: член Лондонского королевского общества.
- 1986-89: старший научный сотрудник канадского Института перспективных исследований.
- 1994: офицер Ордена Канады.